# Granja do Tedo
Granja do Tedo is een plaats (freguesia) in de Portugese gemeente Tabuaço en telt 227 inwoners (2001).